# Party for One
"Party for One" é uma canção da cantora canadense Carly Rae Jepsen, gravada para seu quarto álbum de estúdio Dedicated (2019). Foi escrito por Jepsen, Tavish Crowe, Julia Karlsson e Anton Rundberg e produzido por Capitain Cuts e Hightower. A canção foi lançada como o primeiro single do álbum em 1 de novembro de 2018 através da Interscope Records.

## Antecedentes
Jepsen postou uma imagem promocional em suas redes sociais em 30 de outubro de 2018, com a legenda "Party for One", onde o blog americano Idolator disse que poderia ser uma confirmação sobre uma nova música. Em 31 de outubro, Jepsen postou a capa e a data de lançamento da faixa para 1 de novembro de 2018.

## Recepção crítica
Matt Moen do Paper afirmou que "poderia ser o hino de autocuidado que todos esperávamos, que todos esperávamos, ou até mesmo a força para passar na [estação do relacionamento] sem enviar mensagens para o seu ex". Mike Wass, do Idolator disse que, como preparação para o quarto álbum de estúdio de Jepsen, é "provável que ela consolide seu status de prazer culpado do hipster com uma coleção de bobos fofos, espertos e ligeiramente fora do comum".

## Histórico de lançamento
| País  | Data                  | Formato(s)                  | Gravadora          |
| ----- | --------------------- | --------------------------- | ------------------ |
| Mundo | 1 de novembro de 2018 | Download digital, streaming | Interscope Records |